# 야스나가 레오
야스나가 레오(일본어: 安永 玲央, 2000년 11월 19일~)는 일본의 축구 선수이다.

## 구단 경력
그는 2019년 J2리그의 요코하마 FC에 입단했다. 7월 J3리그의 카탈레 도야마로 임대 이적했다. 2020년 J1리그의 요코하마 FC로 복귀했다. 2021년후 J2리그에 강등했다. 2022년까지 요코하마 FC에서 60경기에 출전하여, 2득점을 넣었다. 2022년 8월 미토 홀리호크로 이적했다. 2023년 7월 J3리그의 마쓰모토 야마가 FC로 이적했다.